# The Matrix Reloaded (2003.)
The Matrix Reloaded je američki znanstvenofantastični akcijski film i drugi nastavak trilogije The Matrix, koji su napisali i režirali Lana i Andy Wachowski. Premijerno je prikazan 7. svibnja 2003. u Westwoodu, Kalifornija, u SAD-u 15. svibnja 2003., a u svijetu tijekom druge polovice svibnja. Također je prikazan izvan natjecanja na festivalu u Cannesu 2003. Videoigra Enter the Matrix, izdana 15. svibnja, i kompilacija devet animiranih filmova, The Animatrix, izdana 3. lipnja, podržali su i raširili priču filma. The Matrix Revolutions, koji dopunjuje priču, prikazan je šest mjeseci nakon Reloadeda, u studenom 2003.

## Radnja
Šest mjeseci nakon događaja u prvom filmu, Morpheus prima poruku od kapetanice Niobe s hoverkrafta Logos (prema grč. logos) kojom saziva hitan sastanak svih zionskih posada hoverkrafta. Zion je potvrdio zadnje javljanje broda Osiris: vojska svjesnih strojeva, tzv. Sentineli, probija tunel prema Zionu i doseći će ga za manje od 72 sata. Zapovjednik Jason Lock, rangirani vojni časnik Ziona, naređuje svim brodovima da se vrate u Zion i pripreme za napad. Morpheus traži da brod ostane kako bi kontaktirao Oracle, u suprotnosti s naredbama zapovjednika Locka. Brod Caduceus prima Oracleinu poruku, te se Nabukodonosor izlaže opasnosti da bi joj se Neo mogao javiti. Agent Smith susreće Banea, člana posade Caduceusa, te on preuzima njegov avatar. Smith tada napušta Matricu, preuzevši kontrolu nad Baneovim stvarnim tijelom.
U zionovom hramu Morpheus najavljuje vijest o napretku strojeva. Neo prima poruku od Oracle i vraća se u Matricu da je vidi, a također susreće i njenog čuvara Serapha. Nakon što shvaća da je Oracle dio Matrice, Neo je upita kako joj može vjerovati, na što ona odgovara da je to njegova odluka. Oracle objašnjava da je ona izgnani program i upućuje Nea da dopre do Izvora Matrice pomoću Ključara, zatočenika u domu Merovingiana; Ključar izrađuje ključeve koji mogu otvoriti skrivene portale. Dok Oracle odlazi, pojavljuje se Smith, govoreći Neu da je znao da se mora vratiti u Izvor (nakon što ga pobijedi), gdje bi bio izbrisan, što je odbio pa je sada loš program. Demonstrira svoju sposobnost da se klonira koristeći ljude u Matrici, uključujući i druge agente, kao domaćine. Zatim pokuša apsorbirati Nea, ali ne uspijeva, izazivajući borbu između Nea i Smithovog klona. Neu uspijeva zadržati svog, ali je prisiljen povući se od sve većeg broja klonova.
Neo, Morpheus i Trinity posjećuju Merovingiana i traže Ključara, ali Merovingian ih odbija. Njegova ga supruga Persephone, umorna od suprugova ponašanja, izdaje te vodi trio Ključaru, dopuštajući jednom od Merovingianovih pristalica da pobjegne. Merovingian uskoro dolazi i, dok Morpheus, Trinity i Ključar bježe, Neo se bori s Merovingianovim natprirodnim slugama. Morpheus i Trinity pokušavaju pobjeći s Ključarom na autoputu, suočavajući se s nekoliko agenata i Blizancima. Konačno, Blizanci su pobijeđeni te Neo uleti da spasi Morpheusa i Ključara.
Preostali brodovi se spremaju za borbu protiv strojeva. U Matrici posade Nabukodonosora, Vigilanta i Logosa pomažu Ključaru i Neu da stignu do vrata Izvora. Posada Logosa mora uništiti elektranu da bi spriječila pokretanje sigurnosnog sustava ključevima, te posada Vigilanta mora uništiti rezervnu električnu centralu. Logos je uspješan, dok Vigilanta bombardiraju Sentineli, ubijajući sve na brodu. Iako je Neo zatražio da Trinity ostane na Nabukodonosoru, ona ulazi u Matricu da zamijeni posadu Vigilanta, te uništava rezervnu centralu. Međutim, njen bijeg omete agent i oni se bore. Kako Neo, Morpheus i Ključar dospiju do Izvora kroz hodnik prečica do drugih vrata u Matrici, pojavljuju se Smithovi klonovi i pokušaju ih ubiti. Neo spriječi klonove da preuzmu Morpheusa i Ključar otključa vrata Izvora, dopuštajući Neu i Morpheusu da pobjegnu klonovima, ali sam biva ubijen.
Neo susreće program po imenu Architect, kreatora Matrice. U kompleksnom razgovoru koji uslijedi, Architect objasni da je Neo dio dizajna Matrice; postojale su brojne druge kopije Matrice i Izabranog (pet kopija, prema Architectu). Ako se Neo ne vrati u Izvor da ponovno pokrene Matricu (dopuštajući mu da sakupi mali broj preživjelih da se odspoje s matrice te ponovno izgrade Zion, u biti ponovno pokrenu ciklus Matrice), sustav će pasti i ubiti sve povezane s njim. Zajedno s uništenjem Ziona (bez preživjelih nakon ponovnog pokretanja) to znači istrijebljenje ljudskog roda, dok bi strojevi preživjeli sa slabijim izvorom energije. Neo sazna u kakvoj je situaciji Trinity i umjesto toga bira da je spasi; ona pada kroz prozor te je upuca agent protiv kojeg se borila. Neo uhvati Trinity, ali ona umire. Nespreman da ju pusti, Neo upotrebljava svoje moći da joj ukloni metak i ponovno joj pokrene srce.
U stvarnom svijetu Sentineli unište Nabukodonosor, a Neo ovlada novom sposobnošću - da onesposobi strojeve, no kolapsira i pada u komu od napora. Posadu pokupi brod Hammer, čiji kapetan Roland otkriva da su preostale brodove uništili strojevi nakon što je netko prerano aktivirao elektromagnetski puls, s Baneom, tj. agentom Smithom, koji je ubio preostalu posadu Caduceusa i jedini je preživjeli.

## Uloge
| - Keanu Reeves Neo - Laurence Fishburne - Morpheus - Carrie-Anne Moss - Trinity - Hugo Weaving - agent Smith - Neil i Adrian Rayment - Blizanci - Jada Pinkett Smith - Niobe - Monica Bellucci - Persephone - Harold Perrineau - Link - Randall Duk Kim - Ključar | - Gloria Foster - Oracle - Helmut Bakaitis - Architect - Lambert Wilson - Merovingian - Daniel Bernhardt - agent Johnson - Leigh Whannell - Axel - Collin Chou - Seraph - Nona Gaye - Zee - Gina Torres - Cas - Anthony Zerbe - savjetnik Hamann | - Roy Jones, Jr. - kapetan Ballard - David A. Kilde - agent Jackson - Matt McColm - agent Thompson - Harry Lennix - zapovjednik Lock - Cornel West - savjetnik West - Steve Bastoni - kapetan Soren - Anthony Wong - Ghost - Ian Bliss - Bane |

Zee je izvorno trebala glumiti Aaliyah, koja je poginula u avionskoj nesreći 25. kolovoza 2001., prije nego što je film bio dovršen.

## Produkcija
The Matrix Reloaded je uglavnom bio sniman u studijima Fox u Australiji, istovremeno s nastavkom Revolutions. Jurnjava na autoputu i scene "Burly Brawl" snimljene su u napuštenoj zračnoj bazi Naval Air Station Alameda u Alamedi, Kalifornija. Producenti su izgradili autoput dugačak dva kilometra na starim pistama posebno za film. Neki dijelovi potjere su snimljeni u Oaklandu, a tunel koji je kratko prikazan je podvodni tunel Webster Tube, koji povezuje Oakland i Alamedu. Neke postprodukcijske obrade su također bile napravljene u starim hangarima iste zračne baze.
Grad Akron je bio spreman dati puni pristup autoputu Route 59 za snimanje potjere, dijelu poznatom kao "Innerbelt". Međutim, producenti su odbili, rekavši da bi "predugo trajalo da vrate sve automobile na njihov početni položaj". Razbijači mitova su kasnije upotrijebili lokaciju u Alamedi da bi istražili rezultat frontalnog sudara između dvaju tegljača, te za ostale eksperimente.
Oko 97% materijala sa setova filma bilo je reciklirano nakon što je dovršena produkcija; npr., tone drva su bile poslane u Meksiko za izgradnju ekonomičnih kuća.
Neke scene filma Baraka Rona Frickea bile su izabrane da predstavljaju stvarni svijet koji su pokazivali zidni monitori u sobi Architecta.
Nakon kraja prve epizode i prije početka drugih dvaju nastavaka trilogije, u prosincu 1999. Reevesova djevojka Jennifer Syme je rodila mrtvo dijete, Avu Archer Syme-Reeves. Syme je umrla 2001. u prometnoj nesreći.

### Glazba
Kompozitor Don Davis se vratio glazbi za Reloaded. Za mnoge središnje akcijske scene, kao što je "Burly Brawl", surađivao je s Junom Reactorom. Neke njihove suradnje su produžeci materijala Reactora; npr. verzija "Komita" koja uključuje Davisove gudače koristi se tijekom leteće sekvence, te je "Burly Brawl" u biti kombinacija Davisovog neiskorištenog "Multiple Replicationa" i komada sličnog Reactorovom "Masters of the Universe". Jedna od suradnji, "Mona Lisa Overdrive", naslovom referira na cyberpunk roman istog naziva Williama Gibsona, velikog utjecaja na redatelje. Lajtmotivi iz prvog dijela se vraćaju: glavna tema, ljubavna tema Nea i Trinity, tema Sentinela, Neova leteća tema, te tema agenta Smitha, također se pojavljuju i u Revolutionsu.

## Kinoblagajne
Film je zaradio 24,5 milijuna dolara prvog dana prikazivanja u SAD-u, što predstavlja novi rekord koji je ranije oborio Spider-man. Iako je film oborio rekord na kinoblagajnama tijekom prvog tjedna, pao je na broj dva sljedeći tjedan, kad ga je pobijedio Svemogući Bruce. Sveukupno je film zaradio 281 milijun dolara u SAD-u i 742,1 milijun dolara u svijetu.

## Kritika
Reloaded je dobio većinom pozitivne recenzije, s ocjenom od 73% na Rotten Tomatoes., a na Metacriticu 63/100. Međutim, Entertainment Weekly ga je nazvao jednim od "25 najgorih nastavaka ikad".
Neki pozitivni komentari su pohvalili kvalitetu, intenzitet akcijskih sekvenci i inteligenciju. Tony Toscano iz Talking Picturesa je pohvalio film, rekavši da je "njegovo razvijanje likova i stil pisanja... tako iskričav da pucketa na ekranu" i da je "Reloaded ponovo izgradio žanr i čak podignuo standard za par nivoa" iznad prvog filma.
S druge strane, smatralo se da se radnja udaljuje, a fokus na akciju šteti ljudskim elementima filma. Neki kritičari su mislili da se u dosta scena radnja previše razotkriva u dijalozima, a također su kritizirane i mnoge neriješene sporedne radnje, kao i kraj serijala.

## Distribucija u drugim zemljama
Film je u početku bio zabranjen u Egiptu zbog nasilja i zato što je doveo u pitanje teme o ljudskom djelu "vezanom za tri monoteističke religije koje poštujemo i u koje vjerujemo". Egipatski mediji su tvrdili da film propagira cionizam, jer govori o Zionu i tamnim silama koje ga žele uništiti. Međutim, kasnije je dopušteno prikazivanje u kinima, te izdavanje na formatima VHS i DVD.